# Eduard Thelen
Eduard Thelen  (Keulen, 7 september 1946) is een voormalig hockeyer uit Duitsland. 
Thelen won met West-Duitse hockeyploeg in 1972 de gouden medaille. Thelen werd met Rot-Weiss Köln driemaal kampioen van West-Duitsland.

## Erelijst
- 1972 –  Olympische Spelen in München